# Perilitus maculicollis
Perilitus maculicollis är en stekelart som beskrevs av Maximilian Spinola 1851. Perilitus maculicollis ingår i släktet Perilitus och familjen bracksteklar. Inga underarter finns listade i Catalogue of Life.